# Bătălia pentru Ierusalim (1948)
Bătălia pentru Ierusalim a avut loc în timpul războiului civil din Palestina din 1947-1948|fazei războiului civil din 1947-1948 din Războiul Arabo-Israelian din 1948-1949. Acesta a opus milițiile de evrei și arabi în Palestina sub mandat, iar mai târziu armatele Israelului și Transiordaniei, luptând pentru controlul asupra orașului Ierusalim.

### Lucrări ale părților implicate
- en  Yosef, Dov (1960). The faithful city: the siege of Jerusalem, 1948. Simon and Schuster. LCCN 60-10976. OCLC 266413.